# Килер, Кристин

Кристин Килер

Кри́стин Ма́ргарет Ки́лер (англ. Christine Margaret Keeler; 22 февраля 1942, Аксбридж, графство Мидлсекс — 4 декабря 2017, Фарнборо) — английская модель и танцовщица, получившая широкую известность в 1963 году благодаря «делу Профьюмо».
Встреча в танцевальном клубе со остеопатом Стивеном Уордом втянула её в модные круги. В разгар холодной войны она вступила в сексуальную связь с женатым министром правительства Джоном Профьюмо, а также с советским военно-морским атташе Евгением Ивановым. Инцидент со стрельбой между двумя другими её любовниками привлёк к этому внимание прессы, обнаружив, что ее дела могут угрожать национальной безопасности. В Палате общин Профьюмо отрицал своё неподобающее поведение, но позже признал, что солгал.
Этот инцидент дискредитировал консервативное правительство Гарольда Макмиллана в 1963 году, и заставил его покинуть пост премьера.

## Биография
Килер родилась в Аксбридже, Мидлсекс. Её отец, Колин Килер (позже известный как Колин Кинг), бросил семью в 1945 году. Она воспитывалась своей матерью, Джули Эллен Пейн, и отчимом, Эдвардом Хьюишем, в доме, построенном из двух переоборудованных железнодорожных вагонов в беркширской деревне Рейсбери. В 1951 году, в возрасте 9 лет, Килер была отправлена в дом отдыха в Литтлхэмптоне, потому что школьный санитарный инспектор сказал, что она страдает от недоедания. В подростковом возрасте она подверглась сексуальному насилию со стороны своего отчима и его друзей, с которыми она нянчилась. В возрасте 15 лет она нашла работу моделью в магазине одежды в лондонском Сохо. В возрасте 17 лет она родила сына после романа с афроамериканцем, сержантом ВВС США. Ребенок родился преждевременно 17 апреля 1959 года и прожил всего шесть дней.
Тем летом Килер покинула Рейсбери, ненадолго задержавшись в Слау с другом, прежде чем отправиться в Лондон. Сначала она работала официанткой в ресторане на Бейкер-стрит, где познакомилась с Морин О’Коннор, работавшей в кабаре-клубе Мюррея в Сохо. Она представила Килер владельцу, Перси Мюррею, который почти сразу же нанял её в качестве танцовщицы топлесс.
У Мюррея она познакомилась со Стивеном Уордом, английским остеопатом и художником. Его практика и его искусство принесли значительный общественный успех, и у него появилось много влиятельных друзей. Вскоре они уже жили вместе, внешне выглядя как пара, но, по её словам, это были платонические, несексуальные отношения. В автобиографии «Секреты и ложь» Килер утверждает, что Уорд работал двойным агентом, имея контакты как с высокопоставленными сотрудниками МИ-5, так и с КГБ, которым он передавал государственные секреты Великобритании.
В выходные 8-9 июля 1961 года на вечеринке у бассейна в Кливдене, особняке в Бакингемшире, принадлежащем третьему виконту Астору, Уорд представил Килер Джону Профьюмо, государственному секретарю по военным вопросам. Профьюмо завёл короткий роман с Килер. Точная продолжительность романа между Килер и Профьюмо оспаривается, закончившись либо в августе 1961 года, когда Профьюмо был предупреждён службами безопасности о возможной опасности смешивания с окружением Уорда, либо они постепенно угасали, пока не прекратились в декабре 1961 года.
После того, как её отношения с Профьюмо закончились, Килер была сексуально связана с несколькими партнёрами, включая джазового певца Лаки Гордона и джазового промоутера Джонни Эджкомба. Между этими двумя мужчинами была сильная ревность; в одной из ссор 27 октября 1962 года Эджкомб полоснул Гордона по лицу ножом. Когда Килер прекратила отношения с Эджкомбом в декабре 1962 года, Эджкомб появился в доме Уорда в Уимпол-Мьюз 14 декабря, где она временно искала убежище, и произвёл пять выстрелов в здание. Его арест и последующий судебный процесс привлекли внимание общественности к Килер и послужили толчком к развитию скандала, известного как «дело Профьюмо». После первоначального отрицания каких-либо непристойностей с Килер Профьюмо, в конце концов, признался и ушёл из правительства и парламента, это вызвало большое смущение у его коллег по правительству, которые ранее поддерживали его. Эти события летом 1963 года принесли Килер дурную славу; «The Economist» поместил заголовок «Кризис премьер-министра» рядом с фотографией Килер, без дальнейших объяснений.
В разгар скандала Кристин Килер согласилась на фотосессию у известного фотографа Льюиса Морли. Фотосессия в студии на первом этаже клуба Питера Кука с Морли должна была способствовать продвижению предполагаемого фильма «Дело Килер», который так и не был выпущен в Великобритании. Килер не хотела позировать обнаженной, но продюсеры фильма настояли. Морли убедил Килер сесть на фанерный стул, чтобы, хотя технически она была обнажена, спинка стула скрывала большую часть её тела. Килер рассказала историку мультфильмов Тиму Бенсону в 2007 году, что она не была обнажена и на самом деле носила трусики во время всей фотосессии. Эти портреты, частично эротические, получили огромную известность. Фотография привлекла внимание к стулу модели 3107 Арне Якобсена, хотя используемый стул был лишь имитацией модели 3107, чтобы избежать нарушения авторских прав. Использованное кресло сейчас находится в Музее Виктории и Альберта. Различия в конструкции стульев легко видны на фотографии, сделанной бок о бок.
18 апреля 1963 года Килер подверглась нападению в доме своих друзей. Она обвинила в этом Гордона, который был арестован и обвинен. На судебном процессе, который начался 5 июня, он утверждал, что его невиновность будет установлена двумя свидетелями, которые, как сообщила полиция суду, не могут быть найдены. 7 июня, главным образом на основании показаний Килер, Гордон был признан виновным и приговорён к трём годам тюремного заключения. К этому времени Уорд предстал перед судом по обвинению в пороке, и снова Килер была главным свидетелем обвинения.
Суд над Уордом, который проходил 22—31 июля 1963 года, был охарактеризован как «акт политической мести» за смущение, причинённое правительству. Его обвинили в том, что он жил за счёт аморальных доходов, полученных через Килер и Мэнди Райс-Дэвис, на основе небольших взносов на домашние расходы или выплат по кредитам, которые эти двое сделали Уорду, живя с ним. Профессиональный заработок Уорда, как остеопата, составлял значительные 5500 фунтов стерлингов в год в то время, когда были сделаны эти небольшие выплаты. После враждебного подведения итогов судьёй первой инстанции Уорд был осуждён, но до того, как присяжные вынесли свой вердикт, он принял смертельную дозу барбитуратов и умер до вынесения приговора. В последние дни судебного процесса над Уордом обвинительный приговор Гордона в нападении был отменён Апелляционным судом, когда были найдены его пропавшие свидетели, которые показали, что показания, данные Килер, были по существу ложными. В декабре 1963 года Килер признала себя виновной по обвинению в лжесвидетельстве перед сэром Энтони Хоуком, лондонским регистратором, и была приговорена к девяти месяцам тюремного заключения, отбыв четыре с половиной месяца в тюрьме.
После освобождения из тюрьмы в 1964 году у Килер было два коротких брака: с Джеймсом Левермором в 1965—1966 годах и с Энтони Платтом в 1971—1972 годах. От каждого из них было по ребёнку, старшего в основном воспитывала мать Килер, Джули. Последние два десятилетия своей жизни Килер в основном жила одна. Большая часть значительной суммы денег, которую она заработала на газетных статьях, была растрачена адвокатами. Она сказала, что в 1970-е годы «я не жила, я выживала». Она опубликовала несколько рассказов о своей жизни, в одном из которых утверждала, что забеременела в результате отношений с Профьюмо, но сделала аборт.
В 2000 году журналист описал её так: «По улице идёт женщина. Стройная, с хорошей осанкой. Но когда приближается, вижу, что она очень немолода. Боже, что делает с человеком время! Кристине на тот момент было 58, а на вид — под 70. Явно нелёгкими оказались для неё минувшие годы. Взгляд потухший. И вся она какая-то несчастно-неухоженная: короткая неопрятная прическа, из-под рыжеватых прядей выбивается седина, лицо — в глубоких морщинах. И это соблазнительница номер один в мировой истории!».
Скончалась в ночь с 4 на 5 декабря 2017 года в госпитале Фарнборо от хронической обструктивной болезни лёгких.